# Гузенко, Василий Николаевич
Василий Николаевич Гузенко (1926—1995) — советский работник сельского хозяйства, тракторист-машинист племсовхоза, Герой Социалистического Труда.

## Биография
Родился 14 января 1926 года в станице Красюковская ныне Октябрьского района Ростовской области в семье рабочего.
После окончания 7 классов Персиановской средней школы в 1943 году стал работать механизатором опытного хозяйства Азово-Черноморского сельскохозяйственного института. В 1950-е годы перешел в племсовхоз «Персиановский» Октябрьского района Ростовской области трактористом-машинистом. Работал ударно, не раз выходил победителем в социалистическом соревновании среди механизаторов района. Член КПСС с 1953 года. В 1979 году, работая на тракторе ДТ-75, довел выработку до 1850 гектаров при плане 1500 гектаров. В 1980 году за достигнутые показатели в 10-й пятилетке знаком награждён знаком «Ударник 10-й пятилетки».
Также занимался общественной деятельностью — был депутатом Ростовского областного Совета (1978—1982 годы) и Октябрьского районного Совета (1968—1974 годы).
В 1980-х годах Василий Николаевич вышел на пенсию. Умер 10 марта 1995 года. Похоронен в станице Красюковской Октябрьского района Ростовской области.

## Награды
- Указом Президиума Верховного Совета СССР от 12 апреля 1979 года за выдающиеся успехи, достигнутые в производстве и продаже государству зерна и других продуктов земледелия в 1978 году, и высокие образцы трудового героизма Гузенко Василию Николаевичу присвоено звание Героя Социалистического Труда с вручением ордена Ленина и золотой медали «Серп и Молот».
- Также награждён вторым орденоми Ленина (1971), орденами Трудового Красного Знамени (1957), «Знак Почета» (1966) и медалями.